# خانه نصیرالدوله (آصفی)
خانه نصیر الدوله (آصفی) مربوط به دوره قاجار است و در تهران، خیابان امیر کبیر، کوچه شهید جاویدی، کوچه مدرس واقع شده و این اثر در تاریخ ۲ بهمن ۱۳۸۲ با شمارهٔ ثبت ۱۰۸۴۷ به‌عنوان یکی از آثار ملی ایران به ثبت رسیده است.